# Nguyễn Phúc Trang Nhàn
Nguyễn Phúc Trang Nhàn (chữ Hán: 阮福莊嫻; 22 tháng 11 năm 1825 – 17 tháng 4 năm 1892), phong hiệu Triêm Đức Công chúa (霑德公主), là một công chúa con vua Minh Mạng nhà Nguyễn trong lịch sử Việt Nam.

## Tiểu sử
Hoàng nữ Trang Nhàn sinh ngày 13 tháng 10 (âm lịch) năm Ất Dậu (1825), là con gái thứ 23 của vua Minh Mạng, mẹ là Thất giai Quý nhân Nguyễn Thị Hạnh. Công chúa là con đầu lòng của bà Quý nhân, là chị cùng mẹ với hai hoàng tử: Trấn Định Quận công Miên Miêu và Nam Sách Quận công Miên Ôn.
Năm Tự Đức thứ 3 (1850), chúa lấy chồng là Phò mã Đô uý Đặng Đức Nhuận, người Bồng Sơn, Bình Định. Phò mã Nhuận là con của quan Tứ phẩm Đặng Đức Thiêm, và là cháu nội của Thượng thư bộ Lễ Đặng Đức Siêu.
Năm Tự Đức thứ 22 (1869), bà được sách phong làm Triêm Đức Công chúa (霑德公主). Công chúa và phò mã có với nhau năm con trai và ba con gái.
Ngày 21 tháng 3 (âm lịch) năm Nhâm Thìn (1892), dưới triều Thành Thái, công chúa Trang Nhàn mất, thọ 68 tuổi, không rõ tên thụy. Mộ của bà được táng tại Nguyệt Biều (thuộc Hương Thủy, Thừa Thiên - Huế).